# Amos Oz
Amos Oz (in ebraico עמוס עוז‎?, nato Amos Klausner in ebraico עמוס קלוזנר‎?; Gerusalemme, 4 maggio 1939 – Tel Aviv, 28 dicembre 2018) è stato uno scrittore e saggista israeliano.
Oltre ad essere stato autore di romanzi e saggi, Oz è stato giornalista e docente di letteratura alla Università Ben Gurion del Negev, a Be'er Sheva. Sin dal 1967 è stato un autorevole sostenitore della "soluzione dei due Stati" del conflitto arabo-israeliano.
Nel suo romanzo autobiografico, Una storia di amore e di tenebra, Oz ha raccontato, attraverso la storia della sua famiglia, le vicende storiche del nascente Stato di Israele dalla fine del protettorato britannico: la guerra di indipendenza, gli attacchi terroristici dei Fedayyin, la vita nei kibbutz. Nella vita dello scrittore è stato determinante il suicidio della madre, avvenuto quando il piccolo Amos aveva appena dodici anni. L'elaborazione del dolore si sviluppa ben presto in un contrasto con il padre, un intellettuale vicino alla destra ebraica. Il contrasto padre-figlio portò alla decisione del ragazzo di entrare nel kibbutz Hulda e di cambiare il cognome originario "Klausner" in "Oz", che in ebraico significa "forza".

## Biografia
Amos Oz è nato a Gerusalemme. Circa metà dei suoi scritti sono ambientati in questa città e nelle zone circostanti. I suoi genitori, Yehuda Arieh Klausner (in ebraico: יהודה אריה קלוזנר) e Fania Mussman (in ebraico פאניה מוסמן‎?), erano immigrati sionisti dell'Europa orientale. Il padre di Amos aveva studiato storia e letteratura a Vilnius, Lituania, ed a Gerusalemme era bibliotecario e scrittore. Il nonno materno di Amos era proprietario di un mulino a Rivne, città che a quell'epoca apparteneva alla Polonia, oggi all'Ucraina. Il nonno Klausner in seguito si trasferì con la famiglia ad Haifa. Il prozio di Amos, Joseph Klausner, fu il candidato del partito Herut alle elezioni presidenziali vinte da Chaim Weizmann ed era docente di letteratura ebraica presso l'Università Ebraica di Gerusalemme. Amos e la sua famiglia non erano religiosi e rifiutavano tutto ciò che nella religione percepivano come irrazionale. Ciononostante Amos Oz frequentò la scuola religiosa Tachkemoni. La famosa poetessa Zelda fu una delle insegnanti di Amos. Amos poi compì gli studi secondari presso la scuola superiore ebraica di Rehavia.
La madre Fania si suicidò, in seguito a una forte depressione, quando Amos aveva dodici anni. Amos avrebbe poi elaborato le ripercussioni di questo tragico evento scrivendo il libro di memorie "Una storia di amore e di tenebra". Amos aderì al Partito Laburista Israeliano e a 15 anni andò a vivere nel kibbutz di Hulda. Lì fu adottato dalla famiglia Huldai (il cui figlio primogenito Ron oggi è sindaco di Tel Aviv). Amos si immerse totalmente nella vita del kibbutz e in questo periodo cambiò il suo cognome in "Oz", che in ebraico significa "forza". Quando più avanti gli chiesero perché anziché trasferirsi a Tel Aviv avesse deciso di andare nel kibbutz, rispose che "Tel Aviv non era abbastanza radicale", disse Amos in seguito, "solo il kibbutz era abbastanza radicale". In ogni caso, come lui stesso racconta, Amos era "un disastro nei lavori agricoli... la barzelletta del kibbutz". Continuò a vivere e lavorare nel kibbutz fino a quando lui e sua moglie Nily si trasferirono ad Arad, nel 1986, a causa dell'asma di suo figlio Daniel. Però anche prima del trasferimento, visto il successo che aveva come scrittore, ebbe il permesso di diminuire gradatamente il tempo da dedicare al lavoro nel kibbutz: le royalties derivanti dai suoi libri erano tali da giustificarlo. Come disse lui stesso, Amos era diventato "un ramo della fattoria".
Come la maggior parte degli israeliani, Amos Oz ha prestato servizio di leva nelle forze di difesa israeliane. Alla fine degli anni cinquanta era arruolato nell'unità di fanteria Nahal e ha combattuto negli scontri al confine tra Israele e la Siria; durante la guerra dei sei giorni (1967) era in una unità corazzata nel Sinai; durante la guerra del Kippur (1973) ha combattuto sulle alture del Golan. Dopo aver servito nell'unità Nahal, Oz studiò filosofia e letteratura ebraica all'Università Ebraica di Gerusalemme. A parte alcuni articoli nel bollettino del kibbutz e nel giornale Davar, Amos Oz non ha pubblicato niente fino all'età di 22 anni, quando ha cominciato a pubblicare libri. La sua prima raccolta di racconti, "La terra dello sciacallo", è stata pubblicata nel 1965. Il suo primo romanzo, "Elsewhere, Perhaps", è stato pubblicato nel 1966. Ha cominciato a scrivere ininterrottamente, pubblicando in media un libro l'anno con la casa editrice del Partito Laburista, Am Oved. Oz ha lasciato Am Oved per l'editore Keter, nonostante la sua affiliazione politica, perché il contratto esclusivo con Keter gli garantiva uno stipendio mensile fisso indipendentemente dalla frequenza di pubblicazione.
La figlia maggiore di Amos Oz, Fania Oz-Salzberger, insegna storia all'Università di Haifa. Oz, che ha scritto 18 libri in ebraico e circa 450 articoli e saggi, le cui opere sono state tradotte in circa 30 lingue, muore il 28 dicembre 2018 a causa di un tumore.

## Carriera letteraria
Oltre ai suoi romanzi, Oz pubblicava regolarmente saggi di politica, di letteratura e sulla pace. Ha scritto molto per il giornale laburista israeliano Davar e, da quando quest'ultimo ha cessato di esistere, negli anni novanta, per il quotidiano Yedioth Ahronoth. In inglese, i suoi scritti sono usciti su varie pubblicazioni, tra cui il New York Review of Books. Amos Oz è uno degli scrittori la cui opera i ricercatori letterari studiano con un approccio fondamentale. Presso l'Università Ben Gurion del Negev è stata creata una collezione speciale su Amos Oz e le sue opere. Negli ultimi anni, Oz era considerato uno dei più probabili candidati al Premio Nobel per la letteratura.
Nelle sue opere, Oz tende a rappresentare i protagonisti in modo realistico e con un lieve tocco ironico. Il tema del kibbutz nei suoi scritti è trattato con un tono in un certo senso critico. Oz attribuisce a una traduzione dei racconti di Winesburg, Ohio dello scrittore statunitense Sherwood Anderson la sua decisione di ”scrivere quello che era intorno a me”. Nel romanzo Una storia di amore e di tenebra, in cui racconta la sua infanzia e adolescenza negli anni travagliati che videro la nascita di Israele, Oz riconosce al “modesto libro” di Anderson il merito di avergli fatto capire che "il mondo scritto… gira sempre intorno alla mano che sta scrivendo, indipendentemente da dove stia scrivendo: il posto in cui sei è il centro dell'universo". Nel suo saggio del 2004 "Contro il fanatismo" (in seguito titolo di una collezione di saggi pubblicata nel 2006), Oz sostiene che il conflitto israelo-palestinese non è una guerra di religione o di culture, ma piuttosto una controversia possessoria - una controversia che non si risolverà con una maggiore comprensione ma con un compromesso doloroso.

## Opinioni politiche
Amos Oz era uno degli intellettuali più influenti e stimati di Israele. Questa stima è evidente anche nella sfera sociale in cui Oz si esprimeva regolarmente, anche se non così frequentemente come a metà negli anni Ottanta, quando riceveva un'attenzione mediatica anche maggiore. Le posizioni di Oz erano notoriamente conciliatorie nella sfera politica e social-democratiche nella sfera socio-economica. Oz è stato uno dei primi a sostenere la soluzione dei due Stati per il conflitto arabo-israeliano dopo la guerra dei sei giorni. Lo fece in un articolo del 1967, "Terra dei nostri Padri" sul giornale laburista Davar. "Anche un'occupazione inevitabile è un'occupazione ingiusta", scrisse Oz. Nel 1978 Oz è stato uno dei fondatori di Peace Now. Diversamente da molti altri movimenti israeliani per la pace, Oz non si oppone alla costruzione di una barriera di separazione israeliana, ma ritiene che il suo tracciato dovrebbe essere più o meno quello della Linea Verde, il confine esistente prima del 1967.
Oz si è opposto all'attività colonizzatrice sin dall'inizio ed è stato tra i primi a sostenere gli Accordi di Oslo e le trattative con l'OLP. Nei suoi discorsi e nei suoi saggi spesso Oz attaccava la sinistra antisionista ed enfatizza sempre la sua identità sionista. Molti osservatori di destra lo identificano come il portavoce più eloquente della sinistra sionista. Le due seguenti citazioni possono aiutare a riassumere le sue opinioni:
Per molti anni Oz è stato identificato con il Partito Laburista Israeliano ed è stato vicino al suo leader Shimon Peres. Quando Shimon Peres si stava ritirando dalla leadership del partito, disse che aveva proposto Oz come uno dei tre possibili successori, insieme a Ehud Barak (poi primo ministro) e Shlomo Ben-Ami (poi ministro degli esteri di Barak). Negli anni novanta Oz è uscito dal Partito Laburista e ha aderito al partito Meretz, nel quale era in ottime relazioni con il leader, Shulamit Aloni. Negli ultimi anni Oz ha descritto il Partito Laburista come un partito che "secondo me, non esiste più". Nel 2003, alle elezioni per la sedicesima Knesset, Oz ha partecipato alla campagna elettorale televisiva di Meretz chiedendo al pubblico di votare per Meretz.
In luglio 2006 Oz ha sostenuto l'esercito israeliano durante la guerra con il Libano, scrivendo sul Los Angeles Times: "Molte volte in passato il movimento israeliano per la pace ha criticato le operazioni militari di Israele. Non questa volta. Questa volta, la battaglia non è sull'espansione israeliana e la colonizzazione. Non c'è nessun territorio libanese occupato da Israele. Non ci sono rivendicazioni territoriali da nessuna delle due parti… Il movimento israeliano per la pace dovrebbe sostenere lo sforzo di Israele per l'auto-difesa, pura e semplice, fintanto che questa operazione ha come obiettivo soprattutto Hezbollah e risparmia, per quanto possibile, le vite dei civili libanesi
Come i colleghi scrittori israeliani David Grossman e Abraham Yehoshua, Amos Oz ha cambiato la sua posizione (di inequivocabile supporto a un atto militare "di auto-difesa" allo scoppio della guerra) davanti alla decisione del governo in una fase posteriore di estendere le operazioni in Libano. Grossman ha espresso le loro opinioni comuni in una conferenza stampa, dove ha dichiarato che Israele aveva già esaurito il suo diritto all'auto-difesa.

## Opere

### Narrativa
- Le terre dello sciacallo (1965 ארצות התן), trad. Elena Loewenthal, Collana I Narratori, Milano, Feltrinelli, 2021, ISBN 978-88-070-3469-5. [raccolta di 10 racconti]
- Altrove, forse (1966), trad. Elena Loewenthal, Milano,  Feltrinelli, 2015, ISBN 978-88-07-03171-7.
- Michael mio (1968), trad. Rosy Molari, Milano, Bompiani, 1994, ISBN 88-452-2253-5; Milano, Feltrinelli, 2001, ISBN 88-07-81671-7 ISBN 978-88-07-81671-0.
- Finché morte non sopraggiunga (Ad Mawet[14], 1971), trad. E. Loewenthal, Milano, Feltrinelli, 2018, ISBN 978-88-070-3318-6.
- Tocca l'acqua, tocca il vento (1973), trad. Elena Loewenthal, Milano, Feltrinelli, 2017, ISBN 978-88-07-03228-8.
- Il monte del Cattivo Consiglio (1976), trad. Elena Loewenthal, Milano, Feltrinelli, 2011, ISBN 978-88-07-01869-5.
- Soumchi (1978), trad. Glauco Arneri, Milano, Mondadori, 1997, ISBN 88-04-43319-1 ISBN 88-04-49142-6; Milano, Feltrinelli, 2013, ISBN 978-88-078-8013-1.
- Una pace perfetta (1982), trad. Elena Loewenthal, Milano, Feltrinelli, 2009, ISBN 978-88-07-01777-3 ISBN 978-88-07-72286-8.
- La scatola nera (1986 קופסה שחורה), trad. Elena Loewenthal, Milano, Feltrinelli, 2002.
- Conoscere una donna (1989 לדעת אישה), trad. Alessandro Guetta, Parma, Guanda, 1992
- Fima (1991), trad. Sarah Kaminski ed Elena Loewenthal, Collana Letteraria, Milano, Bompiani, 1997, ISBN 978-88-452-3519-1 ISBN 88-452-3519-X; Milano, Feltrinelli, 2004, ISBN 88-07-81804-3 ISBN 978-88-07-81804-2.
- Non dire notte (1994), trad. Elena Loewenthal, Milano, Feltrinelli, 2007, ISBN 978-88-07-01715-5 ISBN 978-88-07-72000-0.
- Una pantera in cantina (1995), trad. Elena Loewenthal, Milano, Bompiani, 2001, ISBN 88-452-4776-7 ISBN 88-452-4144-0; Milano, Fabbri, 2003 ISBN 88-451-8192-8.
- Lo stesso mare (1999), trad. Elena Loewenthal, Milano, Feltrinelli, 2003, ISBN 88-07-81714-4 ISBN 978-88-07-81714-4 ISBN 88-07-01578-1.
- Una storia di amore e di tenebra (2002, autobiografia), trad. Elena Loewenthal, Milano, Feltrinelli, 2003, ISBN 88-07-01643-5 ISBN 88-07-81857-4 ISBN 978-88-07-81857-8.
- D'un tratto nel folto del bosco (2005), trad. Elena Loewenthal, Milano, Feltrinelli, 2005, ISBN 88-07-01691-5 ISBN 978-88-07-81971-1.
- La vita fa rima con la morte (2008), trad. Elena Loewenthal, Milano, Feltrinelli, 2008, ISBN 978-88-07-01743-8.
- Scene dalla vita di un villaggio (2010 תמונות מחיי הכפר), trad. Elena Loewenthal, Milano, Feltrinelli, 2010.
- Tra amici (2012), trad. Elena Loewenthal, Milano, Feltrinelli, 2012, ISBN 978-88-07-88394-1.
- Giuda (2014 הבשורה על-פי יהודה), trad. Elena Loewenthal, Milano, Feltrinelli, 2014.

### Saggistica
- In terra di Israele (In the Land of Israel, 1983), Prefazione di Lucia Annunziata, trad. di Arno Baehr, Collana Terzomillennio, Genova, Marietti 1820, 1992, ISBN 88-211-6897-2.
- La letteratura israeliana: un caso di realtà che riflette la finzione (Israeli Literature: a Case of Reality Reflecting Fiction), 1985, ISBN 0-935052-12-7.
- The Slopes of Lebanon, 1989, ISBN 0-15-183090-8.
- Israel, Palestine and Peace: Essays, 1995; in precedenza pubblicato col titolo Whose Holy Land? (1994).
- Under This Blazing Light, 1995, ISBN 0-521-44367-9.
- Il senso della pace (1999), intervista di Matteo Bellinelli, Bellinzona, Casagrande, 2000, ISBN 88-7713-319-8.
- La storia comincia così (The Story Begins: Essays on Literature, 1999), traduzione di E. Loewenthal, Collana I Narratori, Milano, Feltrinelli, 2024, ISBN 978-88-070-3632-3. [lezioni tenute nel 1996]
- Il silenzio del paradiso: la paura di Dio in Agnon, 2000
- Contro il fanatismo (The Tubingen Lectures. Three Lectures, 2002), trad. di Elena Loewenthal, Collana SuperUE, Milano, Feltrinelli, 2004, ISBN 88-07-84042-1 - ISBN 88-07-84045-6 ISBN 978-88-07-84042-5.
- Paradise Now: 24 ore nella testa di un kamikaze (2005), film di Hany Abu-Assad, DVD + libro Paradiso adesso, testi di A. Oz e Christoph Reuter, Milano, Feltrinelli, 2006, ISBN 978-88-077-4015-2.
- Una terra, due stati. Interviste, trad. di A. Strallo, A. Pontoglio e C. Palazzolo, Roma, Datanews, 2007, ISBN 978-88-7981-333-4.
- A. Oz - Fania Oz-Salzberger, Gli ebrei e le parole. Alle radici dell'identità ebraica (Jews and Words, 2012), traduzione di Elena Loewenthal, Collezione Campi del sapere, Milano, Feltrinelli, 2013, ISBN 978-88-071-0497-8.
- Cari fanatici (Shalom Laqanaim, 2017), trad. di Elena Loewenthal, Collana Varia, Milano, Feltrinelli, 2017, ISBN 978-88-074-9223-5.
- A. Oz - con Shira Hadad, Sulla scrittura, sull'amore, sulla colpa e altri piaceri (What Makes an Apple: Six Conversations about Writing , Love, Guilt, and Other Pleasures, 2018), traduzione di E. Loewenthal, Collana Varia, Milano, Feltrinelli, 2019, ISBN 978-88-074-9263-1.
- Gesù e Giuda (Jesus and Juda, 2018), traduzione di Vincenzo Mantovani, Introduzione di Erri De Luca, Collana Varia, Milano, Feltrinelli, 2022, ISBN 978-88-074-9320-1.
- Resta ancora tanto da dire. L'ultima lezione (The Reckoning is Not Over Yet, 2019), traduzione di E. Loewenthal, Collana Varia, Milano, Feltrinelli, 2023, ISBN 978-88-074-9355-3.

## Riconoscimenti
- Nel 1988, per La Boîte noire (La scatola nera), ha ottenuto il Prix Femina Étranger[15] e per Black Box ha vinto il Wingate Prize[16].
- Nel 1998 Ha ricevuto il premio più prestigioso del suo Paese: il Premio Israele per la letteratura, anno del cinquantesimo anniversario dell'indipendenza di Israele.
- Nel 2005 ha ricevuto dalla città di Francoforte il Premio Goethe alla carriera, un premio prestigioso assegnato in passato a Sigmund Freud e Thomas Mann.
- Nel 2007 ha ricevuto il Premio Principessa delle Asturie per la Letteratura
- Nel 2007 ha ricevuto il premio Fondazione Carical Grinzane per la cultura mediterranea.
- Nel 2008 ha ricevuto una laurea honoris causa dall'Università di Anversa.
- Nel 2008 ha ricevuto il premio Dan David.
- Nel 2008 ha vinto anche il Premio Internazionale Primo Levi. La cerimonia di consegna è avvenuta a Genova, Palazzo Ducale.
- Nel 2008 ha ricevuto il Premio Heinrich Heine della città di Düsseldorf.[17][18][19][20][21][22][23][24].
- Nel 2010 ha vinto la prima edizione del Premio Salone Internazionale del Libro, assegnatagli dal voto elettronico dei visitatori ed editori della manifestazione Italiana.
- Nel 2012 ha vinto il Premio letterario Internazionale Giuseppe Tomasi di Lampedusa per Il monte del cattivo consiglio.
- Nel 2015, per Giuda ha ricevuto l'Internationaler Literaturpreis[25].
- Nel 2018 ha vinto il Taobuk Awards for Literary Excellence[26].